# Peter Sax
Peter Sax (* 6. September 1597 in Eversbüll, Strand; † 23. April 1662 in Koldenbüttel (Eiderstedt), Schleswig-Holstein) war ein deutscher Bauer und Chronist.

## Leben
Peter Sax war der Sohn von Sax Laurensen (1568–1648), einem wohlhabenden Bauern in Evensbüll. Seine Mutter Ida Jons (1578–1655) stammte aus Koldenbüttel und war eine Cousine von Anna Ovena Hoyers. Von 1609 bis 1614 besuchte er die Gelehrtenschule in Husum. Anschließend besuchte er das Katharineum zu Lübeck, bevor er in Wittenberg und ab 1617 in Rostock Jura studierte. Um 1621 ließ er sich in Koldenbüttel nieder, wo er den aus Theodor Storms Novelle bekannten Staatshof bewirtschaftete, den vermutlich seine Mutter in die Ehe seiner Eltern eingebracht hatte. Als Kirchenältester, Deichbeauftragter und erster der zwölf Eiderstedter Ratsmänner hatte er nach dem Staller die einflussreichste Stellung in der Eiderstedter Selbstverwaltung inne.

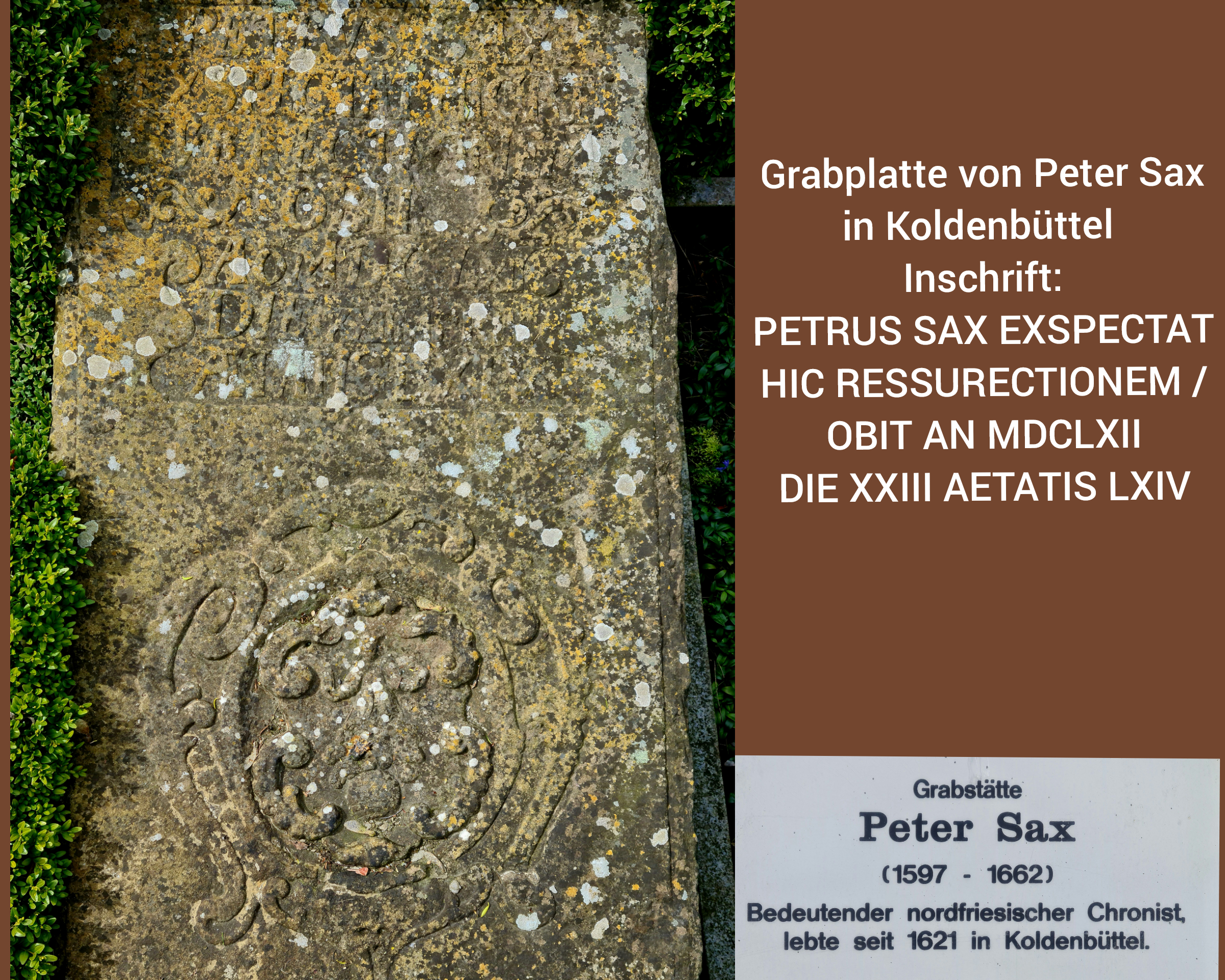
Grabplatte von Peter Sax auf dem Friedhof von Koldenbüttel

In der Burchardiflut 1634 ging auch Peter Sax’ Geburtsort Eversbüll unter. Bis auf eine Schwester überlebte seine gesamte Familie. Vermutlich führte diese Katastrophe mit ihren starken Verlusten an Menschenleben, Land und Kulturgütern dazu, dass Peter Sax begann, schriftliche Materialien, Karten und mündliche Überlieferungen über die Geschichte seiner Heimat zusammenzutragen. Er verfasste Gesamtdarstellungen der Topographie und Geschichte, zunächst von Eiderstedt, dann auch vom übrigen Nordfriesland und Dithmarschen. Zu seinen Werken zeichnete er grobe Skizzen und gab ihnen zusätzlich Karten zeitgenössischer Kartographen wie Johannes Mejer bei. Sein äußerst detailreiches Werk ist eine wichtige Quelle für die ältere Geschichte Eiderstedts, die schon sein Zeitgenosse Anton Heimreich verwendete, wurde jedoch erstmals 1910 gedruckt.
Seine Wappengrabplatte ist vor der St.-Leonhard-Kirche in Koldenbüttel erhalten.

## Werke
- Nova, totius Frisiae septentrionalis, Descriptio. Ein newe Beschreibung, der sembtlichen, im gantzen Nordfrießlande, am Cimbrischen Meere, gelegenen Landen, Insulen, und Ougen (1636)
- Descriptio, Insulae Nordstrandiae. Ein Beschreibung der Insul, vnd Landes Nordtstrand (1637)
- Annales Eyderstadiensium (1637)
- Frisia Minor, hoc est, Tabulae, Insularum et Peninsularum (enthält vor allem historische Karten)
- Dithmarsia, Ein nötiger Vorbericht, und Historische Erzehlung, deß Zustandes, im Lande Dithmarschen, Auß Latein-, Teuth- und Indländischen Scriptoribus (1647)
- Stam Bäume Etlicher Friesischen Eiderstettische Geschlechte (1655)

### Handschriften
- Dithmarsia. Das iß ein nöthiger Vorbericht und historische Erzählung des Zustandes im Lande Dithmarschen aus Lateinischen, deutschen und inländischen Scriptoribus zusammengezogen von Petro Sax zu Coldenbüttel in Eyderstedt A. 1640. urn:nbn:de:gbv:8:2-708390.

### Werkausgabe
- De praecipuis rebus gestis Frisiorum septentrionalium breviter descriptis & iconice adumbratis libri sex e summis antiquitatum tenebris producti per Petrum Sax ab Eydora - Frisium A.C. MDCLVI, in: Monumenta inedita rerum Germanicarum Cimbricarum et Megapolensium I / instruxit Ernestus Joachimus de Westphalen. Leipzig, 1739. Sp. 1337-1388. (uni-duesseldorf.de [abgerufen am 5. September 2022]).
- Sax, Peter, Albert A. Panten und Reimer Kay Holander: Werke zur Geschichte Nordfrieslands und Dithmarschens, 7 Bände. Verlag H. Lühr & Dircks, St. Peter-Ording, 1983–1988 (Nachdruck der Ausgabe von 1910).